# 가정의 소비생활
가정의 소비생활에서는 경제 주체로서 가계의 소비에 대해서 서술한다.

## 개요
가정의 수입은 실수입과 실수입 이외의 수입으로 나눌 수 있다. 실수입은 임금·봉급·이자·이윤과 같이 재산의 실질적인 증가를 가져오는 것이며, 실수입 이외의 수입이란 예금의 인출, 재산의 매각, 차용금 등과 같이 재산의 형태만 바뀔 뿐 실질적인 증가가 아닌 수입을 말한다.
또 가정의 수입은 수입 시기의 정기성에 따라 일정 기간마다 되풀이되어 들어오는 경상 수입과 임시로 들어오는 임시 수입으로 나누기도 하는데, 안정된 가정 생활을 유지하기 위해서는 경상 수입이 중요하다.
가정의 지출 또한 실지출과 실지출 이외의 지출로 나눈다. 실지출은 재산의 총액을 실제로 감소시키는 것으로, 이에는 소비 지출과 비소비 지출이 있다. 소비 지출은 생활 필수품비와 교양·오락을 위한 물자 및 서비스 등에 지출되는 비용이고, 비소비 지출은 세금이나 사회 보장비 등을 위해 지출되는 비용이다. 실지출 이외의 지출은 저축이나 부동산 구입과 같이 실질적인 재산에는 변화가 없이 재산의 형태만 바뀌는 것을 말한다.

## 합리적인 소비 생활
우리는 많은 자원을 활용하고 소비하면서 생활하는데, 소비할 수 있는 자원은 한정되어 있으므로 자원을 아끼면서 효율적으로 활용하고 소비해야 한다. 효율적인 소비생활을 위해서는, 우선 가족생활주기를 고려하여 소비생활의 목표를 세워야 하며, 그것에 따라 현재의 소비생활을 계획하여 실행하도록 한다. 또 물자를 구입하고 사용하는 과정에서 낭비나 실수가 없어야 한다.

### 구매 의사 결정
일반적으로 만족스러운 구매를 위한 소비자의 구매 의사 결정은,
1. 문제 인식
2. 정보 탐색
3. 대안의 평가
4. 선택
5. 구매 후 결과

이 다섯 가지 과정을 거친다. 즉, 소비자가 소비 생활에 대한 어떤 문제를 느껴서 사고자 하는 마음이 생기면, 상품의 종류·질·가격·시장 등에 대한 정보를 수집하고, 수집한 정보를 토대로 몇 가지 해결 방안을 비교·평가해서 우선 순위를 정한 다음, 가장 알맞은 것을 선택한다. 마지막으로 선택·구매한 결과를 평가함으로써 다음 구매 의사 결정에 반영시킨다.

### 구매 계획
구매할 상품이나 서비스의 종류와 분량, 구매 시기와 장소, 구매 방법 등에 대해 치밀한 계획을 세움으로써 보다 효과적이고 만족스러운 구매를 할 수 있다. 또 시간과 노력의 낭비를 막고 충동적인 구매도 방지할 수 있다.

### 상품과 서비스의 선택
상품을 선택할 때 가장 중요시해야 할 것은 품질이다. 그런데 현대 사회는 새로운 재료 개발과 기술 혁신으로 상품이 매우 다양하고 복잡해져서 소비자 스스로 그 품질을 판단하기가 매우 어렵다. 그러므로 우선 상품에 붙어 있는 표찰을 통해 상표, 제조업자명, 내용물의 종류와 성분, 사용법, 취급상의 주의 사항, 제조 일자 등을 확인한 후 사용 목적에 적합하고 편리한 것을 선택한다. 이 때 한국 공업 규격 표시인 KS를 비롯한 여러 종류의 공산품 품질 보증 표시를 참고하면 도움이 된다.

### 효율적인 물자 사용
소비자가 구매 계획을 세워 적당한 가격에 좋은 물건을 구입했어도, 사용하는 과정이 효율적이지 못하면 최대의 만족을 얻기가 어렵다. 물자가 갖고 있는 기능을 충분히 활용하기 위해 유의할 점은 다음과 같다.
1. 물자의 종류마다 재료와 성질이 다르므로 그 성질을 잘 파악하여 올바르게 사용하고 보관한다.
2. 정확하게 계량하여 사용함으로써 낭비가 없도록 한다.
3. 자주 사용하지 않는 시설이나 비품은 구입하기보다는 일시적으로 빌리는 방법을 고려해 본다.
4. 이용 가능한 물자는 최대한으로 이용하고, 사용하지 않는 물건이나 필요가 없게 된 물건은 개조하여 사용하거나, 필요한 사람에게 줄 수 있는지 살펴본다.

## 신용카드 사용
현대사회는 신용사회라고 불릴 정도로 소비자의 신용이 중요해졌다. 현금을 사용하지 않고도 카드만으로 지불되는 소비생활이 일반화되고 있다. 즉, '플라스틱 머니(Plastic money)' 또는 제3의 화폐로 불리는 신용카드는 우리의 일상 생활에서 떼어 놓을 수 없는 필수품이 되었다. 신용카드가 널리 이용되는 이유는 그 기능이 다양하기 때문이다. 신용카드의 기능은 다음과 같다.
1. 저가품에서 고가품에 이르기까지 다양한 종류의 상품을 현금 대신 구매할 수 있다.
2. 할부 구매가 가능하다.
3. 적은 금액은 현금자동지급기를 통해 인출 가능(현금서비스)하다.
4. 신용에 따라서 일정 금액 내에서 대출을 받을 수 있다.
5. 카드를 이용하여 보험료를 납부할 수 있다.
6. 항공권 예약 및 구입, 여권 발급 대행 등이 가능하다.
7. 자동차 검사 대행과 긴급 신고시 우선적 처리가 가능하다.
8. 통신 판매 서비스가 가능하다.

신용카드는 현금을 대신할 수 있으므로 사용상 편리한 점도 많지만 그에 따른 부작용도 적지 않다.
1. 분실·도난시의 피해가 커지고
2. 과소비를 유발하기 쉬우며
3. 수수료·연체료 등 추가 경비 부담
4. 매출 전표의 위조 우려가 있다.

신용카드와 관련하여 소비자가 피해를 입는 사례는 매년 늘어나고 있다.

## 가정 경제의 관리
가계의 안정은 가족 구성원들의 생활 안정과 직결되므로 매우 중요하다. 예기치 못한 일이나 여러 가지 경제 변동에 대처하려면 이를 위한 준비가 있어야 한다. 가계 안정을 위한 경제적 준비로는 저축이나 보험, 투자와 같은 방법이 있으며, 위험 요인을 적게 하기 위해 원금의 안전성·수익성·환금성을 고려하여 몇 가지로 나누어 준비하는 것이 좋다.

### 저축
저축은 장래의 큰 지출을 위한 준비금으로서, 경제적 위기에 대처하거나 재산 소득의 증가를 목적으로 한다. 저축을 할 때에는 필요할 때 언제든지 이용할 수 있도록 유동성이 있으며 이익이 많은 것을 선택한다. 은행 등의 금융 기관은 다양한 종류의 저축과 여러 가지 편익 서비스를 제공하고 있다.은행 구좌를 이용한 온라인 서비스, 신용카드 이용 결제, 각종 공과금 납부 업무 및 기타 다양한 서비스가 있으므로 이를 잘 이용할 수 있는 예금을 선택하는 것이 가계 관리에 도움이 된다.

### 보험
보험은 예측할 수 없는 위험이나 사고에 대비하는 경제적 준비의 한 형태로, 많은 사람이 모여서 적은 부담액으로 불행을 당한 사람을 돕거나 도움을 받는 상부 상조의 제도이다. 보험은 저축과 달리 수익성은 낮지만, 사고를 당했을 때 가계의 안정을 위해 도와 주는 장점이 있다.

### 투자
투자는 재산을 증식시키는 방법의 하나로, 투자를 할 때에는 특히 안전성·수익성·환금성을 고려해야 한다. 재산 가치를 지니고 통용되는 증서를 유가증권이라고 하는데, 유가증권에는 주식과 채권이 있다. 주식은 주식회사가 발행하는 증권으로, 회사가 사업을 위해 필요한 자본을 한 장당 얼마의 금액으로 표시한 것이다.돈을 내고 주식을 산 사람을 주주라고 하며, 주주는 보유한 주식에 따라서 회사가 경영을 통해 얻은 이익을 배당받게 된다. 채권은 돈을 얼마 빌렸다고 표시하여 주는 일종의 차용 증서로, 누구나 쉽게 사고 팔 수 있게 유가증권으로 만들어 발행한다. 발행자에 따라 국채·지방채·회사채, 그리고 특별 법인이 발행하는 특수채 등이 있다.